# Bonniers konversationslexikon
Bonniers konversationslexikon est une encyclopédie suédoise publiée entre 1922 et 1929 en douze volumes avec un supplément. Le rédacteur en chef est Yngve Lorents (sv) et Gotthard Johansson (sv). Une deuxième édition est publiée entre 1937-1949 en quinze volumes dont un supplément  avec Axel Elvin comme rédacteur en chef.